# 安徽省历史文化街区
安徽省已公布多批历史文化街区，全省共有28处街区被列入。
- 2006年5月26日公布，共3个
- 2009年10月9日公布，共3个[1]
- 2019年1月18日公布，共3个[2]
- 2019年9月16日公布，共11个[3]
- 2021年9月26日公布，共6个[4]
- 2023年1月31日公布，共1个[5]
- 2023年7月25日公布，共1个[6]

## 分市名单

### 黄山市

#### 屯溪区
- 屯溪老街（2006年5月26日，国）
- 隆阜老街（黎阳镇）（2023年1月31日）

#### 歙县
- 鲍家庄历史文化街区（2019年9月16日）
- 斗山历史文化街区（2019年9月16日）
- 府衙历史文化街区（2019年9月16日）

### 池州市
- 老池口街区（2021年9月26日）

#### 东至县
- 东流古街（2006年5月26日）

### 蚌埠市

#### 五河县
- 城关镇顺河街（2006年5月26日）

### 安庆市
- 倒扒狮历史文化街区（2019年9月16日）
- 大观亭历史文化街区（2019年9月16日）

#### 桐城市
- 东大街（2009年10月）
- 胜利街（2009年10月）
- 南大街（2009年10月）
- 北大街历史文化街区（2019年9月16日）

#### 潜山市
- 天宁寨-龙井巷街区（2021年9月26日）

### 滁州市
- 遵阳街（2019年1月18日）
- 北大街（2019年1月18日）
- 金刚巷（2019年1月18日）

#### 凤阳县
- 门台子街区（2021年9月26日）

### 淮南市

#### 寿县
- 北过驿巷历史文化街区（2019年9月16日）
- 留犊祠巷-状元巷历史文化街区（2019年9月16日）

### 亳州市
- 北关历史文化街区（2019年9月16日）

#### 涡阳县
- 新华街街区（2021年9月26日）

#### 蒙城县
- 北大街街区（2021年9月26日）

### 宣城市

#### 绩溪县
- 中正坊-白石鼓历史文化街区（2019年9月16日）
- 西山历史文化街区（2019年9月16日）

### 马鞍山市

#### 和县
- 篾匠街街区（2021年9月26日）

### 六安市

#### 舒城县
- 晓天老街（2023年7月25日）